# Lunatic Calm
Lunatic Calm foi um grupo inglês de música eletrônica formado em 1996. Apesar de uma ampla paleta sonora, o grupo era mais conhecido por suas composições de big beat com toques industriais e de alto impacto.

## História
Formados em 1996 e compostos por Simon "sHack" Shackleton e Howard "Howie" Saunders, eles lançaram dois álbuns bem recebidos, bem como vários singles e uma ampla gama de remixes. Os dois se conheciam desde cedo e, antes de formar o Lunatic Calm, também tocaram em várias bandas com Thom Yorke ( vocalista do Radiohead ), nomeadamente Headless Chickens e Flicker Noise.

## Metropol(1997)
Seu álbum de estreia, Metropol , foi frequentemente comparado aos trabalhos de The Prodigy e outras bandas, embora variasse de trip hop excêntrico e psicodélico a big beat pesado e turbo . A gravadora MCA não conseguiu apoiar a banda e eles voltaram suas atenções para o mercado americano, onde desfrutaram de uma série de turnês de sucesso com outros grupos, incluindo Crystal Method . A faixa mais notável desse álbum, e aquela pela qual o grupo continua mais conhecido, é "Leave You Far Behind". Esta faixa apareceu em várias trilhas sonoras de filmes, incluindo The Matrix , Charlie's Angels e Mortal Kombat Annihilation , incluindo também The Crow em 1998-1999. Várias faixas do Lunatic Calm foram usadas em videogames, e o grupo fez vários remixes para vários artistas, incluindo Bush , DJ Scissorkicks e Curve.

## Breaking Point(2002)
O segundo álbum do grupo, Breaking Point, foi lançado em 2002, após vários anos de disputas com gravadoras e com pouca ou nenhuma promoção. Como o álbum estava para ser lançado, a gravadora City of Angels faliu. Sem o apoio da gravadora, a banda não conseguiu continuar e o Lunatic Calm se separou em 2003.

## Consequências
Simon Shackleton tem sido altamente ativo como produtor solo e DJ desde então, operando principalmente sob o nome Elite Force , mas também sob pseudônimos como Killer Elite , Futurecore , Double Black , pHrack R e Zodiac Cartel . Ele dirigiu gravadoras como U&A Recordings (2006-presente) e o selo Fused & Bruised entre 1996 e 2002, e é frequentemente citado como um dos principais proponentes do emergente movimento Tech-Funk, fundindo house , breaks , Electro e Techno . . Algumas de suas músicas (remixes e novas faixas) apareceram nos álbuns de remixes do Crystal Method, Community Service e Community Service II, entre outros. Atualmente, ele está gravando um álbum como Simon Shackleton, com lançamento previsto para o início de 2016 e se tornou um artista regular e participante do Burning Man Festival em Nevada todos os verões.
Howie é agora metade da DoubleDose, uma parceria de produção musical e design de som que ele estabeleceu em 2004 com o vencedor do prêmio BAFTA Nick Ryan, criando campanhas de marketing multimídia, produções de eventos ao vivo e marcas sonoras para empresas como Nokia, Shell, Ernst & Young, Ford, Mazda, Land Rover, Intel e corridas de Fórmula 1 na Europa, América do Norte e Ásia-Pacífico. Howie também é diretor da AudioFuel, lançada em dezembro de 2008 e oferece músicas personalizadas para corredores e programas de treinamento físico pessoal.

## Discografia

### Álbuns
- Metropol (1998)
- Breaking Point (2002)

### Singles
- "Centista"
- "One Step"
- "Leave You Far Behind" (1997)
- "Roll the Dice" (1997)
- "LC Double '0' Series" (1998)

### Remixes
- The Heads - "Don't Take My Kindness for Weakness" (1996)
- Black Grape - "Get Higher" (1997)
- Bush - "Comedown" (1997)
- Curve - "Chinese Burn" (1997)
- Definition of Sound - "Outsider" (1997)
- Meat Katie - "Boned"(1997)
- Pitchshifter - "Genius" (1998)
- DJ Scissorkicks - "Clap Yo' Hands" (1999)

### Aparições em trilhas sonoras
- The Jackal (1997) - "Leave You Far Behind"
- Mortal Kombat: Annihilation (1997) - "Leave You Far Behind" (V2. Instrumental Mix)
- Head On (1998) - "Leave You Far Behind"
- ESPN X-Games Pro Boarder (1998) - "Leave You Far Behind"
- The Matrix (1999) - "Leave You Far Behind" (Lunatic vs. Lunatic Rollercoaster Remix)
- Arlington Road (1999) - "Neon Reprise"
- Need for Speed: High Stakes (1999) - "Roll the Dice"
- Test Drive 6  (1999) - "Leave You Far Behind"
- FIFA 2000 (1999) - "LC001"
- Charlie's Angels (2000) - "Leave You Far Behind" (V2. Instrumental Mix)
- The Guilty (2000) - "Leave You Far Behind"
- Formula One 2001 (2001) - "Shockwave"
- Tomcats (2001) - "Roll the Dice" (Fatboy Slim vocal mix)
- Spider-Man (Teaser Trailer) (2002) - "Leave You Far Behind"
- Buffy the Vampire Slayer: Radio Sunnydale (2003) - "Sound of the Revolution"
- Lara Croft Tomb Raider: The Cradle of Life: Music from and Inspired by the Motion Picture (2003) - "Leave You Far Behind"
- Motorstorm (2007) - "Leave You Far Behind"